# مونتريال إيست (كيبك)
مونتريال إيست (بالإنجليزية: Montréal-Est, Quebec)‏ هي بلدة وبلدية محلية في كيبيك تقع في كندا في Montreal Region. يقدر عدد سكانها بـ 3,728 نسمة ومساحتها 14.00 كم2 .

## أعلام
- سكوت مكاي
- سوزان كلوتير